# حارة مذبح القديمة (صنعاء)

تعديل مصدري - تعديل

حارة مذبح القديمة هي إحدى حارات حي معين بمديرية معين إحد مديريات العاصمة اليمنية صنعاء، بلغ تعداد سكانها 834 نسمة حسب تعداد اليمن لعام 2004.